# Brett Ormerod
Brett Ryan Ormerod (né le 18 octobre 1976) est un footballeur professionnel anglais. Il joue au poste d'attaquant au Padiham FC.

## Carrière

### Les débuts: Accrington Stanley et Blackpool FC
Né à Blackburn, Brett joue jusqu'en 1995 dans le club de sa ville natale, Blackburn Rovers, avant d'être libéré par le club pour pouvoir commencer sa carrière professionnelle, à Accrington Stanley. Il y jouera 54 matchs de championnat et marquera 32 buts. Son club, ayant peu d'argent pour cause que ce n'est qu'un club amateur, ne lui offrant pas assez d'argent, il décide de travailler dans une usine de coton afin de gagner plus. Après deux saisons et demie avec Accrington, il se fait repérer par un club de 2e division, le Blackpool Football Club.
Le 21 mars 1997, il signe donc à Blackpool pour 50,000 £. Il fait ses débuts sous ses nouvelles couleurs le 29 mars 1997 au Recreation Ground en entrant à la 82e minute d'un match contre Chesterfield FC, le match finit sur un score nul et vierge de 0 - 0. Il marque son premier but avec Blackpool lors de la saison suivant le 26 décembre 1997 au Brunton Park face à Carlisle United, le match finira par une score de 1 partout. Il devint titulaire lors de la saison 1998-1999, il disputera 40 matchs et inscrira 8 buts.
En octobre 1999, il se blesse pour la première fois en ayant une fracture du tibia et péroné. Sa blessure lui empêchera de la saison 1999-2000 où le club avait été relégué en 3e division. Brett déclarera plus tard « c'est le pire moment de ma carrière ».
Il fait son retour pour la saison précédente, et aide son club afin de remonter en D2. À la suite de cette saison, des clubs s'intéressent à lui, parmi eux, Southampton FC qui proposera 1M£ et le Wigan Athletic Football Club qui proposera une somme de 1,5 M£, mais le club refusera les deux propositions en déclarant que le joueur restera dans l'équipe. Pourtant quelques semaines plus tard, Southampton FC proposera 1,75M£ pour le transfert, que Blackpool acceptera. Il quitte donc officiellement Blackpool le 7 décembre 2001 après 150 apparitions et 62 buts.

### Southampton
Il fait ses débuts avec les Saints le 15 décembre 2005 en entrant à la 84e minute d'un match contre Sunderland AFC, il ne marquera pas mais le match finit sur une victoire 2 à 0 pour Southampton. Après quelques matchs en tant que remplaçant, il fait finalement ses débuts en tant que titulaire le 2 mars 2002 contre Ipswich Town FC à Portman Road, il marque son premier but lors du même match, le club finit par gagner 3 à 1.
Lors de la saison suivante, le 2 octobre 2002, il inscrit le premier triplé de sa carrière, lors d'un match contre Tranmere Rovers, que son équipe à largement gagné, 6 à 1.
Le 13 avril 2003, Southampton bat Watford FC à Villa Park sur le score de 2 - 1, et se qualifie pour la finale de la FA Cup. Le 17 mai, Southampton perd cette finale face aux Gunners d'Arsenal après un but de Robert Pirès à la 37e minute, les saints perdent le match 1 - 0.
Le 19 septembre 2004, il est prêté à Leeds United pour une durée de 3 mois. Il n'y fera que 6 match et marquera aucun but. Quelques mois après son retour à Southampton, le 18 mars 2005, il est une nouvelle fois prêté, mais cette fois-ci à Wigan, où il fera 6 apparitions et inscrira 2 buts, tous les deux dans le même match face à Leicester City, le 16 avril. Il n'y restera pas longtemps car l'entraineur de Southampton Harry Redknapp le rappelle à la suite d'une blessure de Peter Crouch.
La saison finie, le club est relégué en 2e division.

### Preston North End
Le 27 janvier 2006, il rejoint gratuitement Preston North End pour trois ans et demi de contrat, il déclare à la suite de ce transfert : « C'est un nouveau départ pour moi. Preston est une bonne équipe et je suis vraiment heureux d'être ici ». Quatre jours plus tard, il joue son premier match et participe à la victoire de son équipe 2 - 0 face à Crystal Palace en marquant dès la 13e minute. Le 8 mai il se casse la jambe face à Leeds United à la 10e minute après un tacle de Jonathan Douglas.
Il fait son retour la saison suivante, le 14 octobre, en entrant à la 70e minute d'une victoire 4 - 1 face à Sunderland. Il marque son premier but de la saison le 27 octobre lors d'une défaite 3 - 2 face à Burnley à Turf Moor. Le 10 février 2007, il se fracture la pommette à la 15e minute du match perdu 1 - 0 face à Wolverhampton.
Ormerod est prêté à Nottingham Forest le 7 mars 2008 jusqu'à la fin de la saison. En 13 apparitions, il marque 2 buts pour Nottingham contre Walsall et Northampton, il aidera ainsi son équipe à monter en Premier League.
Le 15 octobre, il rejoint Oldham Athletic sous la forme d'un prêt. Il n'y joue que 5 matchs et ne marque aucun but, mais est forcé à rejoindre Preston plus tôt que prévu à cause d'un fracture à l'orteil subite en début novembre. Il aura son dernier match pour Preston en mars 2008 et aura marqué un total de 13 buts en 62 matchs de championnat.

### Retour à Blackpool
Il revient à Blackpool le 30 janvier 2009, après avoir été libéré par Preston par consentement mutuel. Il fait son retour en match le lendemain en tant que remplaçant et entre à la 90e minute contre Crystal Palace au Selhurst Park, Blackpool gagne 1 - 0. Le 7 mars, il marque le premier but de Blackpool d'une victoire 2 - 0 contre Norwich City à Bloomfield Road. Ce but sera son 100e en championnat et son premier depuis son retour au club. Le 25 avril il marque un but contre un de ces anciens club Nottingham Forest. Le 24 juin, il signe un nouveau contrat d'un an avec option d'une année supplémentaire, son entraineur déclare : « Je suis ravi que Brett a signé à nouveau. Il a été un joueur clé dans l'équipe vers la fin de la saison dernière ». Le 22 mai 2010, il marque un but contre Cardiff City et envoie son équipe en Premier League. Il sera le premier à avoir joué pour le club dans les 4 divisions pro.
À l'orée de la saison 2011-2012, alors que Blackpool est relégué en Championship, Ormerod signe une prolongation de contrat avec le club, pour une année supplémentaire. Mais peu utilisé par Ian Holloway (11 matchs à mi-saison), il est prêté un mois à Rochdale le 4 janvier 2012.

## Statistiques détaillées par saisons
| Saison                | Club                        | Championnat             | Championnat | Championnat | Coupe nationale | Coupe nationale | Coupe de la Ligue | Coupe de la Ligue | Football League Trophy | Football League Trophy | FA Trophy | FA Trophy | Playoffs | Playoffs | Total | Total |
| Saison                | Club                        | Division                | M.          | B.          | M.              | B.              | M.                | B.                | M.                     | B.                     | M.        | B.        | M.       | B.       | M.    | B.    |
| 1995-mars 1997        | Accrington Stanley          | Northern Premier League | 54          | 32          | -               | -               | -                 | -                 | -                      | -                      | -         | -         | -        | -        | 54    | 32    |
| mars 1997-juin 1997   | Blackpool FC                | Second Division         | 4           | 0           | -               | -               | -                 | -                 | -                      | -                      | -         | -         | -        | -        | 4     | 0     |
| 1997-1998             | Blackpool FC                | Second Division         | 9           | 2           | 1               | 0               | -                 | -                 | 3                      | 0                      | -         | -         | -        | -        | 13    | 2     |
| 1998-1999             | Blackpool FC                | Second Division         | 40          | 8           | 1               | 1               | 2                 | 0                 | -                      | -                      | -         | -         | -        | -        | 43    | 9     |
| 1999-2000             | Blackpool FC                | Second Division         | 13          | 5           | -               | -               | 2                 | 0                 | -                      | -                      | -         | -         | -        | -        | 15    | 5     |
| 2000-2001             | Blackpool FC                | Third Division          | 41          | 18          | 2               | 2               | 2                 | 1                 | 1                      | 1                      | -         | -         | 3        | 5        | 49    | 27    |
| 2001-déc.2001         | Blackpool FC                | Second Division         | 21          | 13          | 2               | 2               | 2                 | 3                 | 2                      | 2                      | -         | -         | -        | -        | 27    | 20    |
| déc. 2001-juin 2002   | Southampton FC              | Premier League          | 18          | 1           | -               | -               | -                 | -                 | -                      | -                      | -         | -         | -        | -        | 18    | 1     |
| 2002-2003             | Southampton FC              | Premier League          | 31          | 5           | 7               | 1               | 1                 | 3                 | -                      | -                      | -         | -         | -        | -        | 39    | 9     |
| 2003-2004             | Southampton FC              | Premier League          | 22          | 5           | 1               | 0               | 3                 | 1                 | -                      | -                      | -         | -         | -        | -        | 26    | 6     |
| 2004-2005             | Southampton FC              | Premier League          | 9           | 0           | 1               | 0               | 2                 | 1                 | -                      | -                      | -         | -         | -        | -        | 12    | 1     |
| sept. 2004-oct. 2004  | Leeds United (prêt)         | Championship            | 6           | 0           | -               | -               | -                 | -                 | -                      | -                      | -         | -         | -        | -        | 6     | 0     |
| mars 2005-avr. 2005   | Wigan Athletic (prêt)       | Championship            | 6           | 2           | -               | -               | -                 | -                 | -                      | -                      | -         | -         | -        | -        | 6     | 2     |
| 2005-janv. 2006       | Southampton FC              | Championship            | 18          | 1           | 1               | 0               | 1                 | 1                 | -                      | -                      | -         | -         | -        | -        | 20    | 2     |
| janv. 2006-juin 2006  | Preston North End           | Championship            | 15          | 4           | -               | -               | -                 | -                 | -                      | -                      | -         | -         | 2        | 0        | 17    | 4     |
| 2006-2007             | Preston North End           | Championship            | 29          | 8           | 2               | 1               | -                 | -                 | -                      | -                      | -         | -         | -        | -        | 31    | 9     |
| 2007-mars 2008        | Preston North End           | Championship            | 18          | 1           | 1               | 0               | 1                 | 0                 | -                      | -                      | -         | -         | -        | -        | 20    | 1     |
| mars 2008-juin 2008   | Nottingham Forest FC (prêt) | League One              | 13          | 2           | -               | -               | -                 | -                 | -                      | -                      | -         | -         | -        | -        | 13    | 2     |
| 2008-janv.2009        | Preston North End           | Championship            | -           | -           | -               | -               | -                 | -                 | -                      | -                      | -         | -         | -        | -        | 0     | 0     |
| oct. 2008-nov. 2008   | Oldham Athletic AFC (prêt)  | League One              | 5           | 0           | -               | -               | -                 | -                 | -                      | -                      | -         | -         | -        | -        | 5     | 0     |
| janv. 2009-juin 2009  | Blackpool FC                | Championship            | 15          | 2           | -               | -               | -                 | -                 | -                      | -                      | -         | -         | -        | -        | 15    | 2     |
| 2009-2010             | Blackpool FC                | Championship            | 36          | 11          | 1               | 1               | 2                 | 0                 | -                      | -                      | -         | -         | 3        | 1        | 42    | 13    |
| 2010-2011             | Blackpool FC                | Premier League          | 19          | 1           | 1               | 0               | 1                 | 1                 | -                      | -                      | -         | -         | -        | -        | 21    | 2     |
| 2011-2012             | Blackpool FC                | Championship            | 17          | 1           | -               | -               | -                 | -                 | -                      | -                      | -         | -         | -        | -        | 17    | 1     |
| janv. 2012-fév. 2012  | Rochdale AFC (prêt)         | League One              | 5           | 1           | -               | -               | -                 | -                 | -                      | -                      | -         | -         | -        | -        | 5     | 1     |
| 2012-2013             | Wrexham FC                  | Conference National     | 39          | 7           | 1               | 1               | -                 | -                 | -                      | -                      | 5         | 1         | 3        | 1        | 48    | 10    |
| 2013-2014             | Wrexham FC                  | Conference National     | 35          | 5           | 2               | 0               | -                 | -                 | -                      | -                      | -         | -         | -        | -        | 37    | 5     |
| Total sur la carrière | Total sur la carrière       | Total sur la carrière   | 538         | 135         | 23              | 8               | 19                | 11                | 6                      | 3                      | 6         | 3         | 11       | 7        | 603   | 167   |

## Palmarès
- Blackpool FC
  - Football League One
    - Vainqueur play-off : 2000-2001.

  - Football League Championship
    - Vainqueur play-off : 2009-2010.

- Southampton
  - FA Cup
    - Finaliste : 2003.